# Jurjevica

Lega kraja v Atlasu okolja

Jurjevica je razpotegnjena obcestna vas v Občini Ribnica. Leži na nizkem dolomitnem hrbtu v severnem delu Ribniškega polja leži ob cesti Žlebič - Kot pri Ribnici.
Sestavljata jo dela »Na hribu« in »Na brinju«. Na položnih pobočjih so njive, travniki so ob ponikalnici Bistrici na severu, kjer je kmetija Seljan, in na jugu pod gozdnato vzpetino Jazbeno (665 m).
Severovzhodno od vasi stoji baročna cerkev svetega Križa iz 17. stoletja s pokopališčem in križevim potom. 
Kraj se prvič omenja leta 1405.